# Манила (Ајова)
Манила (енгл. Manilla) град је у америчкој савезној држави Ајова. По попису становништва из 2010. у њему је живело 776 становника.

## Демографија
Према попису становништва из 2010. у граду је живело 776 становника, што је -63 (-7.5%) становника више него 2000. године.
| Група             | 2000.       | 2010.       |
| Белци             | 820 (97,7%) | 751 (96,8%) |
| Афроамериканци    | 2 (0,2%)    | 0 (0,0%)    |
| Азијати           | 0 (0,0%)    | 1 (0,1%)    |
| Хиспаноамериканци | 4 (0,5%)    | 20 (2,6%)   |
| Укупно            | 839         | 776         |